# Bailey Wright
Bailey Colin Wright (* 28. Juli 1992 in Melbourne) ist ein australisch-englischer Fußballspieler.

## Karriere

### Vereine
In seiner Jugend spielte Wright im Süden seiner Heimatstadt Melbourne erst in Langwarrin, mit zwölf Jahren in Mornington und nach einem Jahr ging er nach Dandenong. Schließlich wurde er 2006 ins Nachwuchsförderprogramm des Bundesstaats Victoria aufgenommen und spielte ab 2007 für das Nachwuchsteam des Förderinstituts. Nachdem er kein Angebot vom nationalen Förderinstitut oder einem heimischen Erstligaverein bekommen hatte, versuchte er sein Glück in Großbritannien. Mit 16 Jahren spielte er bei Celtic Glasgow, Crewe Alexandra und den Blackburn Rovers vor und erhielt schließlich einen Ausbildungsvertrag beim Zweitligisten Preston North End.
Nach Wrights Wechsel nach Europa saß er bereits im ersten Jahr einmal in der Profimannschaft auf der Auswechselbank. Am Anfang der nächsten Saison durfte er das Team im League Cup vertreten und stand danach öfter im Zweitligaaufgebot. Am 6. März 2011 gab er in der Partie bei Norwich City sein Debüt in der Football League Championship als Einwechselspieler. Bei seiner zweiten Einwechslung für einen verletzten Innenverteidiger musste der Nachwuchsspieler allerdings Lehrgeld zahlen. Nachdem er in der 42. Minute ins Spiel kam fielen noch zwei Gegentore vor und zwei weitere nach der Pause. Am Ende der Saison musste die Mannschaft in die Football League One absteigen. In der Saison 2011/12 wurde er dann lange nicht berücksichtigt und kam erst am 35. Spieltag zu seinem ersten Einsatz. Drei Spieltage später stand er dann allerdings als Linksverteidiger in der Startaufstellung und spielte von da an bis zum Saisonende alle Ligapartien durch. Sein erstes Profitor erzielte er am 41. Spieltag per Kopfball in der 90. Minute zum 1:1-Ausgleich gegen die Milton Keynes Dons.
In seinem vierten Jahr in Preston war Wright dann bereits Stammspieler. 38-mal kam er in diesem Jahr zum Einsatz und etablierte sich in der Innenverteidigung der "Lilywhites" und wurde um Verein zum Nachwuchsspieler der Saison gewählt. Auf dieser Position war er in der Saison 2013/14 gesetzt und einer der Schlüsselspieler im Team. Preston erreichte die Play-off-Spiele, verpasste aber erneut den Aufstieg. Der Australier steht in Preston noch bis 2015 unter Vertrag. Nach dem Aufstieg in die zweitklassige Football League Championship in der Saison 2014/15 wurde sein Vertrag verlängert.
Im Januar 2017 wechselte er zu Bristol City, wo er in den kommenden drei Spielzeiten in der EFL Championship spielte. Nach 72 Ligaspielen und einem Tor verlieh ihn sein Verein im Januar 2020 an den Drittligisten AFC Sunderland. Anfang August 2020 verpflichtete ihn der Verein auf fester Vertragsbasis für zwei Jahre. In der EFL League One 2021/22 erreichte Bailey Wright mit seiner Mannschaft durch einen 2:0-Sieg im Aufstiegs-Play-off-Finale gegen die Wycombe Wanderers den Aufstieg in die zweite Liga. Von Januar 2023 bis Mai 2023 wurde er an Rotherham United ausgeliehen. Nach Vertragsende bei Sunderland wechselte er am 1. Juli 2023 nach Singapur, wo er sich dem Erstligisten Lion City Sailors anschloss. Am 9. Dezember 2023 stand er mit den Sailors im Finale des Singapore Cup. Hier besiegte man Hougang United mit 3:1. Am 4. Mai 2024 gewann er mit den Sailors den Singapore Community Shield. Das Spiel gegen Albirex Niigata (Singapur) wurde mit 2:0 gewonnen. Am Ende der Saison 2024/25 feierte er mit den Sailors die Meisterschaft. Am 18. Mai 2025 bestritt er mit den Sailors das Finale der AFC Champions League Two. Hier musste man sich im heimischen Bishan Stadium dem Sharjah FC mit 1:2 geschlagen geben. Am 31. Mai 2025 stand er mit den Sailors im Endspiel des Singapore Cup. Das Finale gegen die Tampines Rovers gewann man mit durch ein Tor von Bart Ramselaar mit 1:0.

### Nationalmannschaft
Bailey Wright spielte als Jugendlicher für die Auswahl seines Bundesstaats Victoria und war Kapitän der U-14- und U-15-Mannschaft. Danach wurde er in die nationale U-16-Mannschaft aufgenommen und vertrat Australien bei der Junioren-Asienmeisterschaft 2008. Anschließend spielte er auch in der U-17-Auswahl, verpasste aber mit dem Team die Qualifikation für die Juniorenweltmeisterschaft 2009 wurde er in die australische U-17-Auswahl berufen. Die Turnierteilnahme wurde jedoch verpasst.
In seiner Zeit in England blieb der Nachwuchsverteidiger lange unberücksichtigt. Erst im unmittelbaren Vorfeld der Fußball-Weltmeisterschaft 2014 wurde er als einer von 30 Spielern in die Vorbereitung eingeladen. Anschließend bekam er einen Platz in der 23-köpfigen Auswahl des australischen Teams für das Turnier in Brasilien, ohne vorher ein Länderspiel absolviert zu haben.

## Erfolge
Lion City Sailors
- Singapurischer Meister: 2024/25
- Singapurischer Vizemeister: 2023
- Singapore Cup-Sieger: 2023, 2025
- Singapore Community Shield: 2024
- AFC Champions League Two: 2024/25 (Finalist)